# 2分の1の魔法
『2分の1の魔法』（にぶんのいちのまほう、原題：Onward）は、ピクサー・アニメーション・スタジオ製作によるアメリカ合衆国のコンピュータアニメーション・ファンタジー・アドベンチャー映画。アメリカ合衆国では2020年3月6日に、日本では同年8月21日に公開された。監督はダン・スキャンロン。同時上映は『マギー・シンプソンの初恋大奮闘』。

## 概要
ピクサーの長編映画としては2019年公開の『トイ・ストーリー4』に次ぎ1995年公開の『トイ・ストーリー』から数えて22作目となり、またシリーズ作品以外のオリジナル作品としては2017年公開の『リメンバー・ミー』以来3年ぶりとなる。しかし、本作から2022年の『バズ・ライトイヤー』公開まで　新型コロナウイルスの影響により一部の国を除きネット配信中心となる。
かつて魔法で溢れていたが科学や技術が進化するに連れ魔法が消えかけてしまった世界を舞台に、10代のエルフの兄弟イアン・ライトフットとバーリー・ライトフットの2人を主人公に据え、死亡した父親を巡って彼らが繰り広げる冒険を軸に、兄弟や家族の絆などが描かれている。

## キャッチコピー
- 「少しの魔法があれば、世界は変えられる。[14]」
- 「「一度でいいから、父さんに会いたい」[15]」
- 「僕に魔法が使えたら、願いはきっと叶うはず…[16]」

## ストーリー
本作の舞台はエルフやユニコーン、人魚、小人などの妖精たちが暮らす不思議な魔法の世界だったが、修得や使用に才能や技術が必要な魔法に換わり、科学や技術が発達したことで世界から魔法は消えかけてしまった。
そんな世界の郊外に暮らすエルフの少年イアン・ライトフットと、その兄バーリー・ライトフット。2人の父親ウィルデン・ライトフットはイアンが生まれる前に病気で死亡した。ウィルデンは妻のローレル・ライトフットに魔法の杖と手紙を託しており、ローレルはイアンの16歳の誕生日にプレゼントとしてそれらを渡した。手紙には死者を24時間だけ蘇らせる魔法が記されていた。イアンは杖を手に呪文を唱えるも、失敗によりウィルデンの下半身のみ蘇らせてしまう。イアンとバーリーは、タイムリミットの24時間以内にウィルデンを完全に復活させるため、魔法に必要な宝石、不死鳥の石を手に入れようと冒険に出る。
マンティコアの酒場に行けば不死鳥の石のありかが分かると、イアンとバーリー、下半身のみのウィルデンはバーリーの愛車｢グウィネヴィア｣に乗って酒場へと向かう。酒場で店主のマンティコア、コーリーから不死鳥の石のありかが書かれた地図を手に入れた彼らは、次に地図を頼りにカラス岳に向かうことにする。途中、グウィネヴィアがガス欠になってしまったためガソリンスタンドに向かうが、そこでピクシー・ダスターズという妖精のバイククラブとトラブルになる。イアンの運転でなんとかピクシー・ダスターズを振り切った。だが、今度は警察官のスペクターとゴアに呼び止められてしまう。イアンとバーリーは変身の呪文を使用し、警察官でありローレルの新たな恋人であるコルト・ブロンコに変身してなんとか脱するも、怪しんだスペクターからコルトに照会が行き、2人の行動は警察に知られることになる。
一方、イアンたちが冒険に出たと知ったローレルは心配して2人の跡を追い、酒場でコーリーと合流。コーリーは、不死鳥の石を手にすると呪いによってドラゴンに襲われることをローレルに伝える。そして、それを阻止するにはかつてコーリーが持っていた「呪いクラッシャー」が必要だというが、呪いクラッシャーは以前彼女が質屋に売り払ってしまっていた。質屋の店主グレックリンからなんとか呪いクラッシャーを買い戻したローレルとコーリーは、イアンたちの跡を追う。
イアンとバーリー、ウィルデンがグウィネヴィアを進めていると底なし谷に行く手を阻まれるが、紆余曲折の末にイアンの魔法でなんとか切り抜けることに成功する。するとそこに、地図が示していたカラスの彫像を見つける。だが、そこに本物のコルトが現れ、ローレルが心配しており2人を家に連れ戻そうとしたため、バーリーは仕方なくグウィネヴィアを犠牲にするのだった。
一行は彫像に導かれ川を下り、数々の罠や仕掛けを潜り抜けた先に待っていたのは、イアンが通う高校であった。バーリーが学校付近にある噴水に不死鳥の石があると思いそれを調べていると、不死鳥の石が現れる。しかしバーリーがそれを手にした瞬間、噴水から赤い煙が吹き出し、学校の校舎の壁などから巨大なドラゴンが形成され、ドラゴンは不死鳥の石を取り戻そうとバーリーを襲う。イアンは不死鳥の石を使ってウィルデンの下半身に魔法をかけなおす。今度は魔法は成功したが、完全に蘇るにはもう少し時間がかかる。イアンはウィルデンをバーリーに任せ、魔法でドラゴンを足止めしようとする。そこへ呪いクラッシャーを手にしたローレルとコーリーも到着。呪いクラッシャーを振るうローレルとイアンの魔法によってドラゴンを倒すことに成功する。タイムリミットの24時間が迫る中、ウィルデンはついに完全に復活したが、バーリーと会話を交わし抱き合うとすぐに消滅してしまうのだった。
その後、イアンは自信に満ち溢れ、学友とも上手くいっている様子であった。そして新たなバーリーの愛車｢グウィネヴィア2号｣に乗って、2人は魔法で空に飛んでいくのだった。次に、イアンの部屋のコルクボードに貼られた家族写真が映し出されて映画は幕を閉じる。

## 登場キャラクター

### ライトフット家
イアン・ライトフット（Ian Lightfoot）
本作の主人公。バーリーの弟であるエルフの少年。年齢は16歳。一人称は「僕」。体格は痩せ型。劇中では、赤色のチェック柄のシャツにジーンズを穿いており、冒頭では父親であるウィルデンのパーカーを着用しているシーンもある。
内気な性格で、何をやっても上手くいかず自分に自信が持てずにいる。自身が生まれる前に死亡したウィルデンに一目会いたいと願っており、16歳の誕生日プレゼントに彼が母親のローレルに託した魔法の杖を受け取る。実は隠れた魔法の才能を秘めており、その杖を使ってウィルデンを蘇らせようとするも、失敗により下半身のみ蘇らせてしまう。ウィルデンの上半身を取り戻すため、兄のバーリーと共に冒険に出ることとなる。また、やりたい事リストを作ることが趣味とされており、劇中でも2回ほど作っている。
バーリー・ライトフット（Barley Lightfoot）
本作のもう1人の主人公。イアンの兄である青年。年齢は19歳。一人称は「俺」。体格は太り気味。劇中では、黒色のTシャツに大量のワッペンがついたノースリーブのパーカー、茶色の半ズボンを穿き、頭には紺色のニット帽、腕には黒色のリストバンドをつけている。
好奇心旺盛な性格で、魔法オタク。愛車はペガサスが描かれたグウィネヴィアであり、劇中では冒険の移動手段として登場している。一見周りの空気が読めないように見えて、実は弟であるイアンをいつも優しく見守っている。幼い頃に亡くした父親であるウィルデンにもう1度会って伝えたいことがある。
ウィルデン・ライトフット（Wilden Lightfoot）
イアンとバーリーの父親でローレルの夫。
とても大胆な性格。イアンが生まれる前に病気で亡くなっているが、彼の16歳の誕生日プレゼントとして妻であるローレルに託した魔法の杖を使って下半身のみ蘇ってしまう。上半身に白色のパーカーと青色のノースリーブのダウンジャケット、頭には緑色の帽子とオレンジ色のサングラスを装い、息子であるイアンとバーリーと共に冒険に出る。
ローレル・ライトフット（Laurel Lightfoot）
イアンとバーリーの母親でウィルデンの妻。
朗らかな性格。ウィルデンを巡って冒険に出た息子であるイアンとバーリーの跡を追うなど、息子たちを心の底から愛する優しい母親である。
ブレイジー（Blazey）
ライトフット家で飼育されているドラゴン。

### その他
コーリー（Corey）
マンティコアの酒場を経営するマンティコア。
ライオンの体にコウモリの羽、サソリの尻尾を持つ。経営優先な堅実で保守的な考えでいたが、イアンとバーリーと出会ったことで以前の野生さを取り戻し、ローレルと共にイアンたちを呪いから救うため、税金の支払いのために質屋に売却した呪いクラッシャーと飛行能力を取り戻し奮闘する。終盤では以前よりもワイルドな酒場を再建している。
コルト・ブロンコ（Colt Bronco）
ケンタウロスの警察官で、階級は巡査。
ローレルの新たな恋人だが、イアンとバーリーからは敬遠されがち。無茶な行動をするイアンとバーリーをパトカーを動員し追跡してまでも止めようとする。普段からパトカーに乗り自ら走ることをしなくなったが、終盤には心境の変化か自力で走るようになる。
スペクター（Specter）
キュクロープスの警察官。
ゴアとペアを組んでパトカーに乗っており、蛇行運転していたグウィネヴィアを停車させる。レズビアンであり、相手の連れ子の娘とはしっくりいっていない。幻覚のコルトの違和感に気づく。
ゴア（Gore）
パーンの警察官。
相棒のスペクターやイアンが魔法で変身したコルトの苦労話に、「結婚なんてまっぴら」と愚痴をこぼした。
デュードロップ（Dewdrop）
妖精のバイククラブであるピクシー・ダスターズのリーダーで、本作のディズニー・ヴィランズ。
飛ぶことを忘れた妖精たちであったが、イアンとバーリーとのカーチェイスの末に事故を起こした際に自力で飛べるようになり、終盤ではコーリーの店で働くようになる。
グレックリン（Grecklin）
質屋の店主。
呪いクラッシャーを買い戻す際に当初10ドルの値段を告げるが、コーリーの発言から呪いクラッシャーが貴重な品であることに気づき、値段を吊り上げる。
ガクストン（Gaxton）
ウィルデンの大学時代の友人。
自身の息子を学校に送る途中でファーストフード店に寄っていたところでイアンと出会い、イアンが着ていたパーカーがウィルデンのものだと気づき彼に話しかける。学生時代、いかにウィルデンが自信に満ち溢れ学友たちからも慕われていたかをイアンに語る。
アヴェル（Avel）
警察官。
マンティコアの酒場にて登場する。イアンやバーリーと同じく種族はエルフである。
フェンウィック（Fenwick）
建設労働者。
イアンが通う高校付近にある古い噴水の遺跡を取り壊す作業を行っているが、この作業はたびたびバーリーに邪魔されている。

## 声の出演
| キャラクター             | 原語版                         | 日本語吹き替え版             |
| ------------------------ | ------------------------------ | ---------------------------- |
| イアン・ライトフット     | トム・ホランド                 | 志尊淳                       |
| バーリー・ライトフット   | クリス・プラット               | 城田優                       |
| ローレル・ライトフット   | ジュリア・ルイス＝ドレイファス | 近藤春菜（ハリセンボン）     |
| コーリー                 | オクタヴィア・スペンサー       | 浦嶋りんこ                   |
| コルト・ブロンコ         | メル・ロドリゲス               | 村治学                       |
| ウィルデン・ライトフット | カイル・ボーンハイマー         | 宗矢樹頼                     |
| スペクター               | リナ・ウェイス                 | 斉藤貴美子                   |
| ゴア                     | アリ・ウォン                   | 大井麻利衣                   |
| デュードロップ           | グレイ・デリスル               | 林真里花                     |
| グレックリン             | トレイシー・ウルマン           | 新谷真弓                     |
| ガクストン               | ウィルマー・バルデラマ         | 丸山壮史                     |
| アヴェル                 | ジョージ・プサラス             | 魚建                         |
| フェンウィック           | ジョン・ラッツェンバーガー     | 立木文彦                     |
| 教官                     |                                | くじら                       |
| サダリア                 |                                | 合田絵利                     |
| サテュロスの魔法使い     |                                | 田村千恵                     |
| 勇者                     |                                | 上住谷崇                     |
| 年老いた魔法使い         |                                | 枝元萌                       |
| 魔法使いの弟子           |                                | 白石兼斗                     |
| サブトレーナー           |                                | 望田ひまり                   |
| ガクストンの息子         |                                | 上西哲平                     |
| すぼらなエルフ           |                                | 中務貴幸                     |
| ガーシ                   |                                | こばたけまさふみ             |
| コブウェブ               |                                | 喜多田悠                     |
| アルテア                 |                                | 馬渡絢子                     |
| スタンドの犠牲者         |                                | 堀総士郎                     |
| イェルダ                 |                                | 石井未紗                     |
| インストラクター         |                                | 常田真太郎（スキマスイッチ） |
| ウェイター               |                                | 大橋卓弥（スキマスイッチ）   |

## 製作

### 企画
2017年7月、ピクサーがD23 Expo 2017のイベントにて『モンスターズ・ユニバーシティ』のダン・スキャンロン監督がオリジナル長編映画を製作中と公表した。本作は、1歳の頃に父親を亡くした彼自身の経験が元になっている。ダンは、「この物語は僕が1歳の時に亡くなった父親と僕たち兄弟の関係からインスピレーションを受けて描かれているんだ。大切な人を失くした経験は誰にでもあるはずだし、その人と1日だけ一緒に過ごすことができたら…それは素晴らしい出来事になると思う。イアンは内気でシャイで自分に自信がない少年だけど、彼はお父さんに会うために勇気を出して自分を信じることが必要になるんだ。イアンと兄バーリーとの旅を通じて成長していく姿は誰もが共感できると思うよ」と語っている。

### キャスティング
本作の出演者は2018年12月12日に初めて公表された。主人公のイアン・ライトフット役にはトム・ホランドが、イアンの兄バーリー・ライトフット役にはクリス・プラットが起用されたが、2人は『アベンジャーズ』シリーズにて共演経験があるためプライベートでも仲が良いことで知られており、声の収録を一緒に行った際はまるで本当の兄弟のように息が合った様子だったという。キャスティング担当のケルシー・マンは、「オーディションでは数百人の声を聞いたんだ。イアンの絵を見ながら声を聞いて、イアンの内気なイメージに合っているかどうかで判断する。そうやってそれぞれのキャラクターにぴったりの声の人を選んでいくんだ」とトムが起用された経緯を語っている。
また、日本語吹き替え版においてイアン役には志尊淳が、バーリー役には城田優が起用された。2人の起用理由についてウォルト・ディズニー・ジャパンは、「志尊さんは優しくてピュアなイメージを持ちながら、高校生の役から難しい役まで様々な役柄を演じてこられました。イアンの弱さだけでなく、彼が自分を信じて成長していく様も表現頂けると思い」、「バーリーも幼い時に亡くしたお父さんにもう1度会って伝えたい特別な想いを心に秘めています。城田さんの仲間や家族を大事にする大らかな人柄がバーリーにぴったり」と明かしている。なお、志尊はディズニー映画での声優は初となるが、城田は2015年公開の『シンデレラ』のキット王子役で声優を担当した経験がある。

### 音楽
『アーロと少年』で音楽を担当したマイケル・ダナとジェフ・ダナ兄弟が本作でも音楽を担当している。
また、日本版エンドソングにはスキマスイッチの「全力少年」が起用された。彼らにとって海外の映画への楽曲提供は本作が初となる。

#### サウンドトラック
| #   | タイトル                       | 作詞 | 作曲・編曲 | アーティスト                 |
| --- | ------------------------------ | ---- | ---------- | ---------------------------- |
| 1.  | 「君が支えてくれた」           |      |            | ブランディ・カーライル       |
| 2.  | 「全力少年 Remastered」        |      |            | スキマスイッチ               |
| 3.  | 「いにしえの大冒険」           |      |            | マイケル・ダナ、ジェフ・ダナ |
| 4.  | 「不思議にあふれていた世界」   |      |            | マイケル・ダナ、ジェフ・ダナ |
| 5.  | 「少しの魔法」                 |      |            | マイケル・ダナ、ジェフ・ダナ |
| 6.  | 「悪いドラゴン」               |      |            | マイケル・ダナ、ジェフ・ダナ |
| 7.  | 「新しいイアン」               |      |            | マイケル・ダナ、ジェフ・ダナ |
| 8.  | 「屈強な馬」                   |      |            | マイケル・ダナ、ジェフ・ダナ |
| 9.  | 「誕生日は中止」               |      |            | マイケル・ダナ、ジェフ・ダナ |
| 10. | 「お父さんと一日過ごせたら」   |      |            | マイケル・ダナ、ジェフ・ダナ |
| 11. | 「復活の呪文」                 |      |            | マイケル・ダナ、ジェフ・ダナ |
| 12. | 「呪文」                       |      |            | マイケル・ダナ、ジェフ・ダナ |
| 13. | 「魔法が効くのは一日だけ」     |      |            | マイケル・ダナ、ジェフ・ダナ |
| 14. | 「不死鳥の石を探そう」         |      |            | マイケル・ダナ、ジェフ・ダナ |
| 15. | 「いざ大冒険へ」               |      |            | マイケル・ダナ、ジェフ・ダナ |
| 16. | 「母ローレルの追跡」           |      |            | マイケル・ダナ、ジェフ・ダナ |
| 17. | 「マンティコアの酒場」         |      |            | マイケル・ダナ、ジェフ・ダナ |
| 18. | 「店じまい」                   |      |            | マイケル・ダナ、ジェフ・ダナ |
| 19. | 「カラス岳への地図」           |      |            | マイケル・ダナ、ジェフ・ダナ |
| 20. | 「10代のエルフ2人組」          |      |            | マイケル・ダナ、ジェフ・ダナ |
| 21. | 「デッカーク・ガンチュアン！」 |      |            | マイケル・ダナ、ジェフ・ダナ |
| 22. | 「小さなあんよ」               |      |            | マイケル・ダナ、ジェフ・ダナ |
| 23. | 「ピクシー・ダスターズ」       |      |            | マイケル・ダナ、ジェフ・ダナ |
| 24. | 「石の番人の呪い」             |      |            | マイケル・ダナ、ジェフ・ダナ |
| 25. | 「運転のテスト」               |      |            | マイケル・ダナ、ジェフ・ダナ |
| 26. | 「ダンス対決」                 |      |            | マイケル・ダナ、ジェフ・ダナ |
| 27. | 「おそろしの道」               |      |            | マイケル・ダナ、ジェフ・ダナ |
| 28. | 「質屋」                       |      |            | マイケル・ダナ、ジェフ・ダナ |
| 29. | 「グウィネヴィアを追え」       |      |            | マイケル・ダナ、ジェフ・ダナ |
| 30. | 「底なし地獄」                 |      |            | マイケル・ダナ、ジェフ・ダナ |
| 31. | 「信頼の橋」                   |      |            | マイケル・ダナ、ジェフ・ダナ |
| 32. | 「直感に従え」                 |      |            | マイケル・ダナ、ジェフ・ダナ |
| 33. | 「警察から逃げろ」             |      |            | マイケル・ダナ、ジェフ・ダナ |
| 34. | 「大きな犠牲」                 |      |            | マイケル・ダナ、ジェフ・ダナ |
| 35. | 「ただのポンコツ」             |      |            | マイケル・ダナ、ジェフ・ダナ |
| 36. | 「洞窟」                       |      |            | マイケル・ダナ、ジェフ・ダナ |
| 37. | 「スピーディオー！」           |      |            | マイケル・ダナ、ジェフ・ダナ |
| 38. | 「花火 バスティア」            |      |            | マイケル・ダナ、ジェフ・ダナ |
| 39. | 「バーリーの苦い思い出」       |      |            | マイケル・ダナ、ジェフ・ダナ |
| 40. | 「ついに勝った！」             |      |            | マイケル・ダナ、ジェフ・ダナ |
| 41. | 「たどり着いた事実」           |      |            | マイケル・ダナ、ジェフ・ダナ |
| 42. | 「人生を分かち合う」           |      |            | マイケル・ダナ、ジェフ・ダナ |
| 43. | 「ドラゴンとの戦い」           |      |            | マイケル・ダナ、ジェフ・ダナ |
| 44. | 「稲妻 サンダシアー！」        |      |            | マイケル・ダナ、ジェフ・ダナ |
| 45. | 「お父さん」                   |      |            | マイケル・ダナ、ジェフ・ダナ |
| 46. | 「魔法の復活」                 |      |            | マイケル・ダナ、ジェフ・ダナ |

エンドロールでは「君が支えてくれた」が冒頭で流れ、その後原語版ではスコアのメドレーが、日本語吹き替え版では「全力少年」が流れる。

## 公開

### マーケティング
2019年5月30日、YouTubeのピクサー公式チャンネルにて最初の予告編が公開され、この予告編は『トイ・ストーリー4』の上映前に劇場予告編として流されるようになった。さらに、10月10日には2つ目の予告編が、12月17日には3つ目の予告編が公開された。
日本では2019年8月8日にウォルト・ディズニー・ジャパンより、邦題、日本での公開日、特報映像、ポスタービジュアルが同時に公開された。また、11月27日には日本オリジナルの予告編が解禁された。2020年3月2日、2019新型コロナウイルス流行の影響で日本公開日を3月13日から延期すると発表された。5月25日に、当初の計画からおよそ5か月後の8月21日に公開することが発表された。

### 評価
Rotten Tomatoesの評価は88％、またMetacriticの評価は61で、平均的な評価となっている。
Colliderは本作について、「魔法のような感情に訴えかける映画。ファンタジーと現代社会が融合した世界観で、兄弟の絆を描く素敵な物語になっている。地球上で最も偉大で人気のあるアニメーション・スタジオであるピクサーは、ダン・スキャンロン監督の深く個人的な体験を描き、魅力的でユニークな新しい冒険を生み出した」とコメントしている。またUSAトゥデイは、「『アベンジャーズ』俳優のトム・ホランドとクリス・プラットの演技が、私達を泣かせてくる。『トイ・ストーリー』シリーズのウッディとバズのように、兄弟のイアンとバーリーも固い絆で結ばれている。最高のファンタジーアドベンチャーだ」とコメントしている。
日本においても、Yahoo!映画の評価が3.66とやはり平均的な評価となっている。また、本作の公式サイトでは千原ジュニアや小杉竜一、平祐奈などの感想が寄せられている。

### 興行成績
アメリカ合衆国とカナダでは、公開前に初週末興行収入が4500万ドル〜5000万ドルになると予想されていた。2020年3月6日に上映が開始されると初週末興行収入4000万ドルを稼ぎ出し、予想を下回ったもののランキングでは初登場首位となった。2週目、週末興行収入1050万ドルを記録し、2019新型コロナウイルス流行の影響で予想の2600万ドルの半分にも届かなかったものの、再び首位となった。3週目以降については、2019新型コロナウイルス流行の影響で映画館が封鎖されたため、週末興行収入のリポートが出すことのできない状態となっている。
日本では2020年8月21日に全国で封切られ、初週末観客動員数約11万9000人、初週末興行収入約1億6300万円を記録し、ランキングでは初登場4位となった。

### リリース
2019新型コロナウイルス流行の影響を受け、本作はアメリカ合衆国とカナダで2020年3月20日よりDisney+にて配信が開始され、オーストラリアとニュージーランドでは4月24日に配信が開始された。また、5月19日にはDVDとブルーレイが発売されたが、これは当初の計画よりも早くリリースされている。
日本では2020年11月18日にデジタル配信が開始され、12月16日にMovieNEXが発売された。これと同時に4K UHD MovieNEXも発売された。

## その他

### 訴訟
2020年1月27日、サンフランシスコ在住のアーティストスウィート・セシリー・ダニアーが、自身のユニコーンが描かれた車が本作に無断で使われたとし、著作権侵害による損害賠償と公開差し止めを行う裁判を起こした。

### 同性愛表現をめぐる論争
本作の同性愛を示唆する1シーンをめぐり、中東各国では相次いで上映禁止になるという事態が起こった。問題となったのは、主人公の母親ローレル・ライトフットの恋人である警察官コルト・ブロンコに変装した兄弟が、同僚の女性警察官コンビと鉢合わせて立ち話をする羽目になるというシーンである。子育てに悩むコルトに同情した女性警察官の片割れスペクターが、「新しく親になるってほんと大変。私も彼女の娘には手を焼いているわ」と励ますのだが、スペクターがレズビアンなのは明白であることから、クウェート、オマーン、カタール、サウジアラビアの中東4か国では本作の上映が禁止となった。また、検閲が厳しいことで知られるロシアでも上映禁止は免れたものの、「彼女」というフレーズが「パートナー」に差し替えられたほか、ロシア語吹き替え版ではスペクターの性別をあえて曖昧にしているという。日本の字幕/吹き替えでもロシア版と同じく「パートナー」という表現が使われており、同性愛者であるとはわからないように修正されている。
なお、本作の主題歌を担当したブランディ・カーライルもレズビアンである。